# Jenny Lake CCC Camp NP-4
Le Jenny Lake CCC Camp NP-4, aussi appelé Horse Concessioner Dormitory ou Climbing Concession Office, est un bâtiment du comté de Teton, dans le Wyoming, aux États-Unis. Situé près du lac Jenny au sein du parc national de Grand Teton, cet édifice construit dans le style rustique du National Park Service faisait autrefois partie d'un camp du Civilian Conservation Corps. Un ancien mess, il est inscrit au Registre national des lieux historiques le 7 juillet 2006.